# Associação Comercial Piauiense
A Associação Comercial Piauiense é uma associação de comerciantes do estado brasileiro do Piauí, sediada no Palácio do Comércio em Teresina.

## História

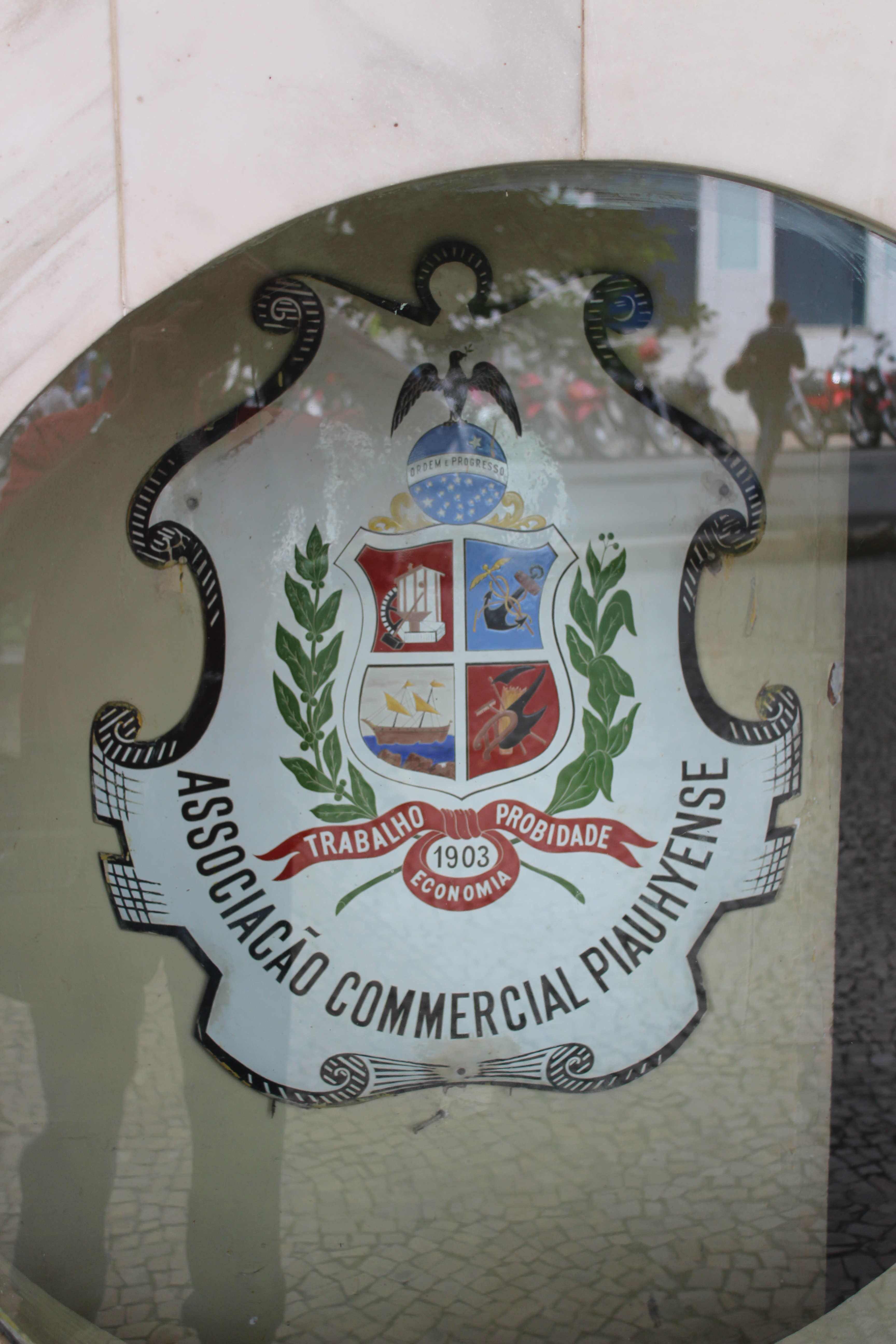
Brasão da organização na frontaria da sede.

Foi fundada em 24 de agosto de 1903 por um grupo de 24 comerciantes do Piauí, seu primeiro presidente foi Manoel Raimundo da Paz, que também foi governador interino do estado, sucedendo Anísio Auto de Abreu. Na ata de 24 de abril de 1932 a entidade recebeu enviados do interventor Landri Sales para discutir meios de como a administração pública agiria a respeito de multidões de retirantes famintos oriundos do interior do estado e também do Ceará no período de secas de 1932. Em 23 de agosto de 1977 inaugurou sua atual sede denominada Palácio do Comércio.

### Outras associações comerciais no Piauí

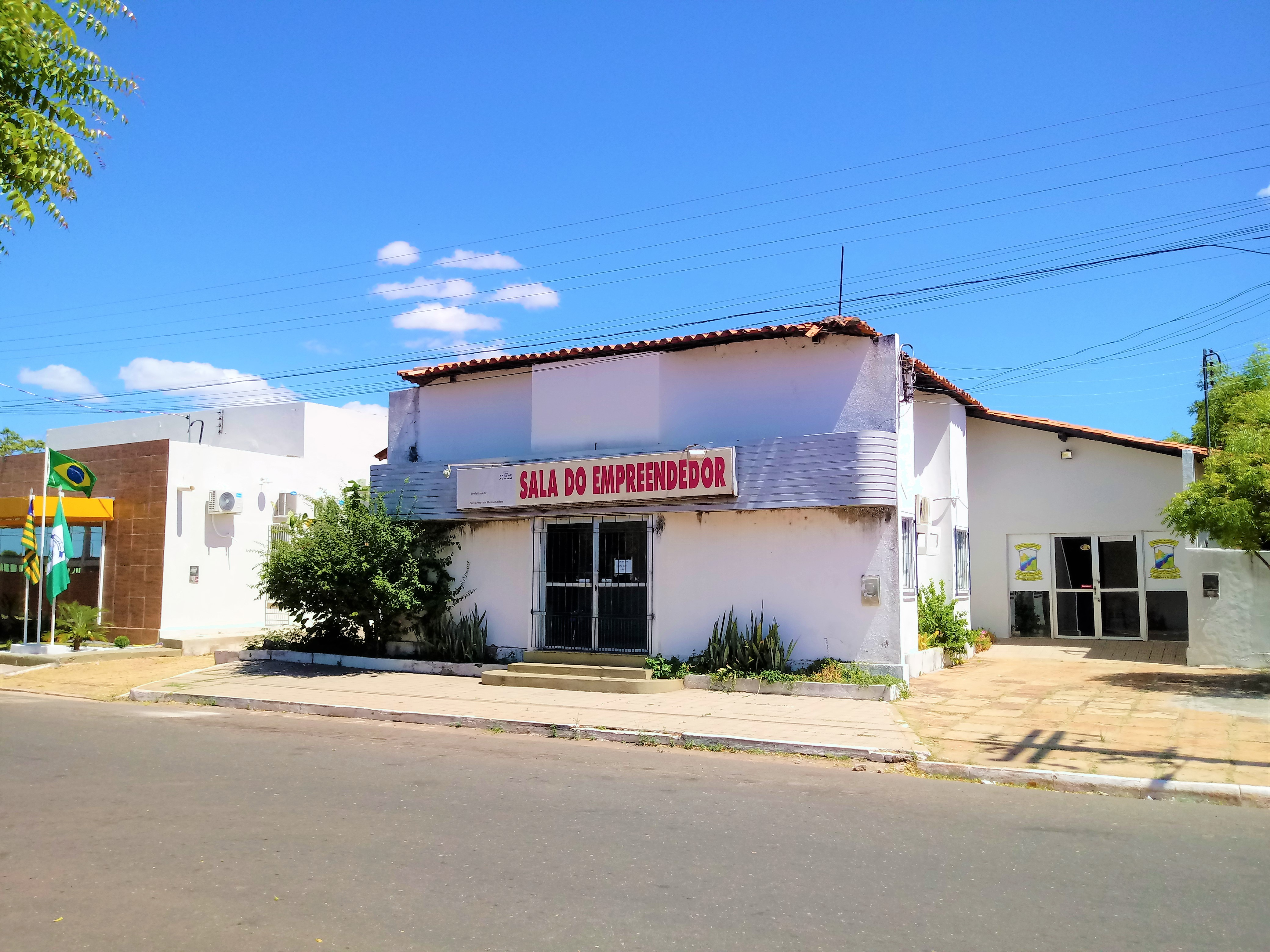
Congênere em Campo Maior.

- Associação Comercial da Parnaíba, fundada em 28 de janeiro de 1917.[5]
- Associação Comercial e Industrial de Campo Maior, criada em 5 de dezembro de 1969.[6]